# Scione flavescens
Scione flavescens är en tvåvingeart som först beskrevs av Günther Enderlein 1930.  Scione flavescens ingår i släktet Scione och familjen bromsar. Inga underarter finns listade i Catalogue of Life.